# Magic Time (álbum de Opa)
Magic Time es el segundo álbum del grupo Opa, sin contar la maqueta Back Home (1975) editada en 1996. El mismo fue grabado durante febrero de 1977 en Fantasy Studios ubicados en Berkeley, California.

## Historia
En una entrevista a Opa, publicada en mayo de 1981 por la revista El Expreso Imaginario, Hugo Fattoruso manifestó que no habían quedado muy contentos con el disco Goldenwings porque “le falta un poco nuestro sabor”, debido a que se habían dejado sugestionar por la industria. Y puso como ejemplo a Hermeto Pascoal (que había colaborado con Opa en Goldenwings), destacando que el músico brasileño, grabando su disco Slaves Mass en Estados Unidos, no se había dejado influenciar por la mentalidad industrial.
Los miembros de Opa reconocían a Ruben Rada como uno de los fundadores de un sonido propio uruguayo en su participación con El Kinto y Totem. En Goldenwings (1976) habían interpretado dos temas suyos, y en sus primeras grabaciones de 1975 (editadas en Back Home) habían grabado “Brother Rada” en homenaje al músico, canción que volverían a grabar en A Los Shakers (1981). Hacía mucho tiempo que venían llamando a Rada para que viajara a Estados Unidos y se uniera a la banda. En Magic Time, Rada finalmente se incorporó como miembro estable, en voz y percusión. Además colaboraron Airto Moreira en percusión, Flora Purim en voces en "Arise" y el guitarrista Barry Finnerty.
Osvaldo Fattoruso consideraba que fue en Magic Time donde la banda definió su identidad.
La interpretación de Rada en "Montevideo" es una de las más reconocidas de su carrera. La canción se transformó en una de las más representativas de la música uruguaya. A su vez, Rada ha declarado que "Malísimo"  es la mejor canción que hizo y que su versión favorita del tema es la que grabaron para Magic Time.
"Malísimo" fue versionada por Herb Alpert, con el nombre "Reach for the Stars", en su disco Beyond (1980). Milton Nascimento grabó "La cumbia de Andrés", con el nombre "Tudo", para su disco Sentinela (1980).
Magic Time, y su predecesor Goldenwings, se han transformado en dos mojones de la música rioplatense: Fito Páez expresó que representan un paso importante en la  modernidad de la música, Litto Nebbia los calificó de mitológicos y Jaime Roos entiende que son fundamentales para la música uruguaya.

## Temas

### Lado 1
1. Mind Projects (Rubén Rada, Hugo Fattoruso, letra en inglés por G. Fattoruso) 5:55
2. Camino: Arise / Long Walk / Romántica / Land (H. Fattoruso, G. Fattoruso, R. Thielmann, R. Rada) 7:25
3. La cumbia de Andrés (R. Rada, H. Fattoruso) 6:37

### Lado 2
1. Montevideo (R. Rada, H. Fattoruso) 8:34
2. Malísimo (R. Rada) 8:25

## Ficha técnica
- Hugo Fattoruso: teclados, voces
- George Fattoruso: batería
- Ringo Thielmann: bajo
- Rubén Rada: voces, percusión
- Airto Moreira: percusión
- Barry Finnerty: guitarra eléctrica
- Flora Purim: voces (en "Arise")

- Dirección musical y arreglos: Hugo Fattoruso
- Ingenieros de grabación: Eddie Bill Harris asistido por Jakson Schwartz y Steve Williams
- Mezcla: Kerry «Gordísimo» McNabb (Paramount Studios, Los Ángeles; marzo de 1977)
- Mastering: John Golden (Kendon Recorders, Burbank, Ca.)